# Krasnolesje
Krasnolesje (ryska Краснолесье, tyska: Rominten, Groß-Rominten, Hardteck) är en ort i Kaliningrad oblast i Ryssland. Folkmängden uppgår till cirka 400 invånare.
Orten tillhörde tidigare den preussiska provinsen Ostpreussen och var främst känd som en jaktort för preussiska kungafamiljen. 1945 tillföll orten Sovjetunionen.